# V6 LIVE TOUR 2015 -SINCE 1995〜FOREVER-
『V6 LIVE TOUR 2015 -SINCE 1995〜FOREVER-』（ブイシックス ライブ ツアー 2015 シンス 1995 フォーエバー）は、2015年に開催されたV6のコンサートツアー及びその模様を収録した映像作品である。2016年2月17日にavex traxより発売された。

## 概要
デビュー20周年を記念して2015年8月30日から11月1日まで全国7か所15公演行われたライブツアー『ラブセン presents V6 LIVE TOUR 2015 -SINCE 1995〜FOREVER-』のうち、デビュー日である11月1日に国立代々木競技場第一体育館で行われた最終公演を映像作品化したもの。
初回限定A盤（DVD 4枚組、特殊パッケージ仕様）、初回限定B盤（DVD 4枚組、特殊パッケージ仕様）、DVD通常盤（DVD 2枚組）、Blu-ray通常盤（Blu-ray 2枚組）の4形態でリリース。V6のライブ映像がBlu-rayで発売されるのは今作品が初めてであり、日本人アーティストのライブ映像として国内で初めてDolby Atmosが収録されたBlu-ray作品でもある。また、全形態共通で全編に日本語字幕機能が搭載されている。初回限定A盤・B盤のDISC 4には2015年12月6日にWOWOWで独占放送された本編とは別アングルの最終公演の映像が収録されている。
セットリストの前半は事前にJohnny's net及びJohnny's webで行われた楽曲リクエストの投票結果を基に構成されており、後半に披露されたシングルメドレー「39 Symphony」は西寺郷太とcorin.のコンビにより制作された。デビュー日の国立代々木競技場第一体育館最終公演にはセカンドMC中に井ノ原の呼び掛けに観客として応援に駆けつけた事務所の先輩・同期・後輩タレントのTOKIO、嵐、Hey! Say! JUMP、生田斗真、戸塚祥太（A.B.C-Z）がステージに登壇しMCに参加し、その模様も映像化された。

## チャート成績
2016年2月29日付のオリコン週間DVDランキングで初週売上12.0万枚を記録し総合1位を獲得した。DVD作品の首位獲得は9作連続・通算10作品目となり、初週売上は自己最高を更新した。また同Blu-rayランキングでも初週売上1.2万枚を記録し総合1位を獲得した。

## 収録内容

### 本編映像
※DVDではDISC 1に1〜16（第2楽章）、DISC 2に16（第3楽章）〜ENCORE3を収録。Blu-rayではDISC 1に1〜18、DISC 2にENCORE1〜3を収録。
1. Wait for You -SINCE 1995〜FOREVER ver.-
2. MUSIC FOR THE PEOPLE
3. Supernova
4. Air
5. 太陽のあたる場所
6. Can do! Can go!
7. SPOT LIGHT
8. グッデイ!!
9. HONEY BEAT
10. Honey - 20th Century
11. 涙のアトが消える頃
12. GUILTY
13. キミノカケラ - Coming Century
14. will
15. SP "Break The Wall" feat.V6 & ☆Taku Takahashi（m-flo）- REVOLUTIONS
16. 39 Symphony
  1. 第1楽章
    1. Orange
    2. COSMIC RESCUE
    3. IN THE WIND

  2. 第2楽章
    1. Sexy.Honey.Bunny!
    2. 愛なんだ
    3. kEEP oN.
    4. WAになっておどろう
    5. バリバリBUDDY!

  3. 第3楽章
    1. メジルシの記憶
    2. ジャスミン
    3. 野性の花
    4. 蝶
    5. GENERATION GAP
    6. 本気がいっぱい
    7. Believe Your Smile

  4. 第4楽章
    1. over
    2. 愛のMelody
    3. Darling
    4. スピリット

  5. 第5楽章
    1. 君が思い出す僕は 君を愛しているだろうか
    2. Timeless
    3. Sky's The Limit
    4. ROCK YOUR SOUL
    5. TAKE ME HIGHER

  6. 第6楽章
    1. 出せない手紙
    2. UTAO-UTAO
    3. ありがとうのうた
17. Wait for You
18. 〜此処から〜

ENCORE1
1. TAKE ME HIGHER
同年7月放送分のフジテレビの対決バラエティ番組『VS嵐』でゲスト出演したV6と対決し負けた為その罰ゲームとして嵐がバックダンサーとして参加している[11]。
2. MADE IN JAPAN
3. CHANGE THE WORLD

ENCORE2
1. BEAT YOUR HEART
2. ミュージック・ライフ

ENCORE3
1. HELLO

- 16-2-5と16-3のインターバルに、V6とファンの距離に関する映像が流れ、WALK（Instrumental)が使われた。

### 特典映像

#### 初回限定A/B盤共通
DISC 4「LIVE TOUR 2015 -SINCE 1995〜FOREVER- WOWOW version」
1. Wait for You -SINCE 1995〜FOREVER ver.-
2. MUSIC FOR THE PEOPLE
3. Supernova
4. Air
5. SPOT LIGHT
6. グッデイ!!
7. HONEY BEAT
8. MC
9. 涙のアトが消える頃
10. GUILTY
11. will
12. SP "Break The Wall" feat.V6 & ☆Taku Takahashi（m-flo）
13. MC
14. 39 Symphony
  1. 第1楽章
    1. Orange
    2. COSMIC RESCUE
    3. IN THE WIND

  2. 第2楽章
    1. Sexy.Honey.Bunny!
    2. 愛なんだ
    3. kEEP oN.
    4. WAになっておどろう
    5. バリバリBUDDY!

  3. 第3楽章
    1. Believe Your Smile

  4. 第4楽章
    1. over
    2. 愛のMelody
    3. Darling
    4. スピリット

  5. 第5楽章
    1. 君が思い出す僕は 君を愛しているだろうか
    2. Timeless
    3. Sky's The Limit
    4. ROCK YOUR SOUL
    5. TAKE ME HIGHER
15. Wait for You
16. MC
17. 〜此処から〜

#### 初回限定A盤
DISC 3
1. LIVE TOUR 2015 完全密着ドキュメント 〜いつもの調子で行こうぜ〜
一部リハーサルに嵐も出演している。
2. 全国MC集

#### 初回限定B盤
DISC 3
1. このツアーを快適に過ごすためにスペシャル
2. メンバーサプライズ 〜ファンからの贈り物〜
3. ツアー振り返り企画!ビジュアルコメンタリーダイジェスト

### シリアル動画
- 「39 Symphony」マルチアングル映像